# Romano Prodi
Romano Prodi (Scandiano, 9 augustus 1939) is een Italiaanse econoom, bankier en politicus. Van 1999 tot 18 november 2004 was hij voorzitter van de Europese Commissie. Na de verkiezingen van 2006 werd hij premier van Italië totdat hij in 2008 werd opgevolgd door Silvio Berlusconi.

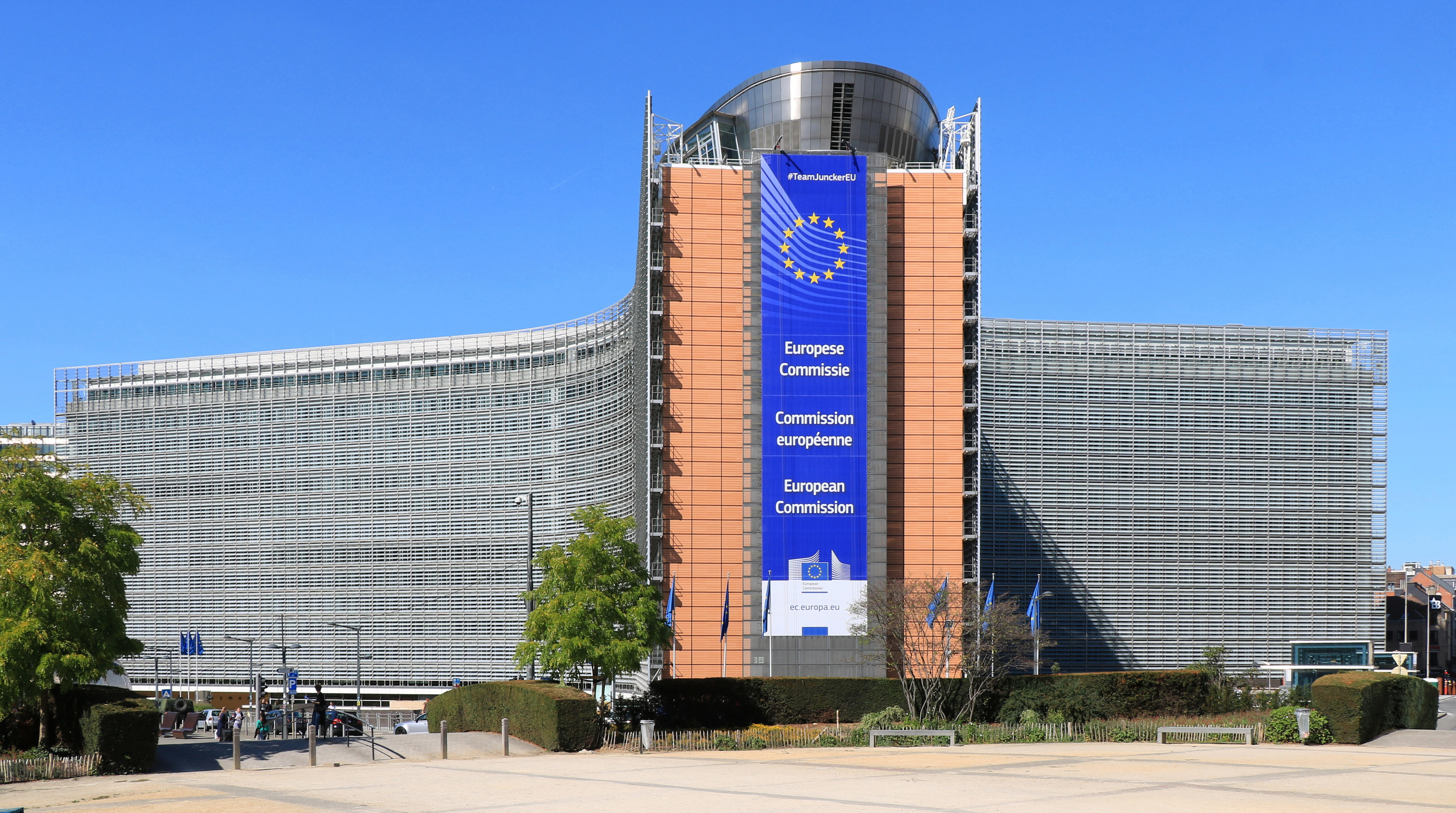
Zetel van de Europese Commissie in Brussel

## Kort overzicht carrière
Prodi studeerde rechten in Milaan en economie in Londen, en werkte ook als hoogleraar en onderzoeker in het laatste vakgebied. Hij was hoogleraar aan de universiteit van Trente en bijzonder hoogleraar op Harvard.
In de jaren zeventig ging hij in de politiek en werd parlementslid en in 1978 Minister van Industrie en Handel voor de christendemocratische DC. In de jaren 80 leidde hij het staatsholdingbedrijf IRI, gevolgd door een adviseurschap bij zakenbank Goldman Sachs. Van 1996 tot 1998 was hij premier van Italië met een centrumlinkse regeringscoalitie.
In 1999 begon hij als voorzitter van de Europese Commissie. Onder zijn bewind vonden er een aantal belangrijke veranderingen plaats, zoals de omschakeling naar de euro, het verdrag van Nice en de uitbreiding van de Europese Unie.
Vanaf 2006 stond hij opnieuw aan het hoofd van een centrumlinkse coalitieregering, nadat hij bij de parlementsverkiezingen Berlusconi had verslagen. Begin 2008 viel zijn kabinet toen een kleine centrumpartij uit de coalitie stapte.
In 2013 was Prodi de linkse kandidaat voor de opvolging van president Napolitano, maar hij kreeg onvoldoende steun in het kiescollege.

## Premierschap 1996 - 1998
De regering-Prodi I focuste zich op het herstel van de economie, waarmee de vorige regering-Dini was begonnen, om te voldoen aan de voorwaarden voor toetreding tot het Europees Monetair Stelsel, en de invoering van de Euro. De regering viel 21 oktober 1998 toen de Partito della Rifondazione Comunista haar steun uit de regering trok. Dit leidde tot de vorming van een nieuwe regering, onder leiding van Massimo D'Alema.

## EC-voorzitterschap 1999 - 2004
Op 16 september 1999 trad de commissie-Prodi aan, met Prodi als voorzitter, dankzij de steun van de Europese Volkspartij en de Partij van de Europese Sociaaldemocraten in het Europees Parlement. Onder de commissie-Prodi werd in 2002 de euro in elf van de toen vijftien lidstaten ingevoerd. In 2004 werden vijf commissieleden vervangen en is er door de uitbreiding van de Europese Unie (1 mei 2004) met tien lidstaten een gelijk aantal personen als 'Gastcommissaris' aan de Commissie toegevoegd. In november 2004 trad de nieuwe commissie-Barroso I aan. Na zijn voorzitterschap besloot Prodi zich weer te richten op de Italiaanse politiek.

## Premierschap 2006 - 2008
In 2004 kondigde Prodi aan namens de coalitie Uniti nell' Ulivio (Allen Verenigd In De Olijfboom) de centrumlinkse coalitie L'Unione (Unie) te gaan leiden, en zo de belangrijkste concurrent voor Silvio Berlusconi te worden voor het premierschap in 2006. Op 16 oktober namen de linkse kandidaten voor het premierschap het tegen elkaar op in een verkiezing om te bepalen wie het linkse blok zou gaan aanvoeren. Naar analogie van de Amerikaanse primaries konden alle Italianen aan deze verkiezing deelnemen. Zo'n 3 miljoen Italianen stemden en Prodi werd met 75% van de stemmen gekozen. Bij de parlementsverkiezingen van 9 en 10 april 2006 behaalde Prodi een bijzonder kleine overwinning door met slechts zo'n 25.000 stemmen verschil het lagerhuis te veroveren. De resultaten van deze verkiezingen werden door Berlusconi betwist, doch door het Italiaanse Hooggerechtshof bevestigd. Prodi kon hierdoor zijn tweede regering samenstellen.
Op 14 oktober 2007 gingen de partijen van De Olijfboomcoalitie op in de nieuwe centrumlinkse Democratische Partij. Prodi werd hier de eerste president van.

### Kabinetscrisis 2007
Op 21 februari 2007 viel de regering nadat het buitenlandse beleid van de regering werd afgewezen. Struikelblokken waren de plannen van minister D'Alema om de ruim 1900 Italiaanse militairen in Afghanistan te houden en de uitbreiding van de Amerikaanse basis in het Italiaanse Vicenza. De oppositie was daar tegen. Voor een meerderheid in de Senaat was het nodig 160 senatoren voor zouden stemmen, maar de regering kreeg 158 senatoren achter zich. Twee communistische senatoren (die deel uitmaakten van de coalitie) protesteerden tegen de plannen door de oppositie te steunen. Alhoewel Prodi niet verplicht was op te stappen, deed hij dat toch, want D'Alema had vooraf gezegd dat het kabinet zou aftreden als zijn beleid niet werd gesteund.
Nadat Prodi zijn ontslag aanbod aan president Giorgio Napolitano, vroeg de president na gesprekken met verschillende politieke partijen, aan Prodi om aan te blijven als premier. Prodi stemde daarmee in, op voorwaarde dat hij nog op een meerderheid kon rekenen. Dit was ook het geval, en hierdoor kon Prodi doorgaan met zijn regering.

### Kabinetscrisis 2008
Begin januari 2008 trad de minister van Justitie Clemente Mastella, die tevens de leider is van de politieke partij Volksalliantie - UDEUR af nadat zijn vrouw Sandra Lonardo onder huisarrest was gezet vanwege beschuldigingen van corruptie. In eerste instantie beloofde hij de regering te blijven steunen, maar na een paar dagen kwam hij daarop terug. Met drie senatoren in de Italiaanse senaat, was deze partij noodzakelijk voor de centrumlinkse regering-Prodi om door te kunnen gaan, want hierdoor was de regering haar kleine meerderheid kwijtgeraakt.
Vanwege de gebeurtenis besloot Prodi aan het parlement het vertrouwen te vragen. In de Kamer van Afgevaardigden kreeg hij genoeg parlementariërs achter zich, maar in de senaat werd op 24 januari 2008 zijn regering weggestemd met 161 senatoren tegen de regering, en 156 senatoren voor de regering. Prodi trok zijn conclusies en diende zijn ontslag als premier in bij president Giorgio Napolitano, die het accepteerde. De president gaf de president van de senaat Franco Marini de taak een interim-regering te vormen om het Italiaanse kiesstelsel te hervormen, voordat er nieuwe verkiezingen gehouden zouden worden. Maar Marini slaagde hier niet in, en op 6 februari schreef Napolitano nieuwe verkiezingen uit. In het voorjaar waren er nieuwe verkiezingen, die overtuigend door Berlusconi werden gewonnen. Prodi maakte in maart 2008 bekend dat hij na de parlementsverkiezingen van half april niet terugkeerde in de Italiaanse politiek. Wel hield hij de mogelijkheid open van een functie in de internationale politiek.

## Privé
Romano Prodi trouwde in 1969 met Flavia Franzoni. Ze hebben twee zoons: Giorgio en Antonio.
- Bibsys: 1033169
- Biblioteca Nacional de España: XX1499347
- Bibliothèque nationale de France: cb12542078j (data)
- Catàleg d'autoritats de noms i títols de Catalunya: 981058613860006706
- CiNii: DA0903514X
- Gemeinsame Normdatei: 119334860
- International Standard Name Identifier: 0000 0001 2142 0782
- Library of Congress Control Number: n80097599
- Nationale Bibliotheek van Letland: 000193883
- Nationale Bibliotheek van Tsjechië: xx0010375
- Nationale Bibliotheek van Israël: 987007275419905171
- Nationale Bibliotheek van Polen: a0000003611609
- Nederlandse Thesaurus van Auteursnamen: 068072791
- Parlement.com: vgg51g6u1zxm
- Istituto Centrale per il Catalogo Unico: CFIV092546
- Système universitaire de documentation: 034693114
- Virtual International Authority File: 85368541
- WorldCat: E39PBJwxF7p4XQdk8KQ8gpcXVC